# بيبي ندياي
بيبي ندياي (بالفرنسية: Pepe N'Diaye)‏ هو لاعب كرة قدم سنغالي في مركز الهجوم، ولد في 27 مارس 1975 في داكار في السنغال. لعب مع نادي تروا ونادي ساوثيند يونايتد ونادي شاتورو ونادي غرونوبل ونادي غويونيون ونادي كريتيل ونادي مونتلوكون.

## وصلات خارجية
- بيبي ندياي على موقع رابطة كرة القدم الفرنسية للمحترفين (الإنجليزية)
- بيبي ندياي على موقع قاعدة بيانات كرة القدم.إي يو (الإنجليزية)
- بيبي ندياي على موقع Soccerbase.com (لاعب) (الإنجليزية)
- بيبي ندياي على موقع عالم كرة القدم.نت (الإنجليزية)